# Inreträsket, Västerbotten
Inreträsket är en sjö i Skellefteå kommun i Västerbotten och ingår i Bureälvens huvudavrinningsområde. Sjön har en area på 0,518 kvadratkilometer och ligger 63,2 meter över havet. Sjön avvattnas av vattendraget Renforsbäcken.

## Delavrinningsområde
Inreträsket ingår i det delavrinningsområde (717230-173518) som SMHI kallar för Utloppet av Inreträsket. Medelhöjden är 78 meter över havet och ytan är 5,1 kvadratkilometer. Det finns ett avrinningsområde uppströms, och räknas det in blir den ackumulerade arean 39,17 kvadratkilometer. Renforsbäcken som avvattnar avrinningsområdet har biflödesordning 2, vilket innebär att vattnet flödar genom totalt 2 vattendrag innan det når havet efter 41 kilometer. Avrinningsområdet består mestadels av skog (65 procent). Avrinningsområdet har 0,51 kvadratkilometer vattenytor vilket ger det en sjöprocent på 10 procent.